# John Uribe
John Uribe (Santa Barbara, ...) è un giocatore di football americano statunitense che milita nel ruolo di quarterback nei Panthers Wrocław.